# Gunnar Sköld
Alf Gunnar Sköld (født 24. september 1894 i Västerås, død 24. juni 1971 i Västerås) var en svensk landevejscykelrytter, der deltog i OL i 1924, hvor han sluttede på fjerdepladsen i det individuelle landevejsløb og vandt bronzemedalje i holdkonkurrencen sammen med Erik "Orsa" Bohlin og Ragnar Malm. Ved det første det første VM i landevejscykling for amatører i 1921 vandt han mesterskabet, og han sluttede på fjerdepladsen ved det næste VM i 1922.
I 1922 blev han nr. 3 i Mälaren Runt, inden han to år i træk vandt løbet i 1924 og 1925.
Han konkurrerede for Västerås Cykelklubb fra 1916 til 1923 og fra 1924 for Upsala Cykelklubb, som han senere blev kasserer og næstformand for.
Efter sin karriere drev Sköld en sportsforretning, Skölds sportsaffär, på Stora Gatan i Västerås.